# Kirkor Kirkorov
Kirkor Kirkorov est un boxeur bulgare né le 4 mars 1968 à Varna.

## Carrière
Sa carrière amateur est principalement marquée par un titre de champion du monde à Sydney en 1991 et un titre européen à Athènes en 1989.